# Mihajlo Lukić
Mihajlo Lukić (Virje, 24. rujna 1886. – Zagreb, 18. srpnja, 1961.) bio je general u Vojsci Kraljevine Jugoslavije i general Domobranstva NDH.

## Životopis

### Mladost i obrazovanje
Mihajlo Lukić rođen je u Virju u hrvatskoj rimokatoličkoj obitelji oca Lovre i majke Regine rođ. Ljubić. Otac ga je nakon završene gimnazije u Bjelovaru poslao na školu za više kadete u Karlovac. Potom je pohađao Vojnu akademiju u Beču koju je završio pred početak Prvog svjetskog rata.

### Vojna služba
U ratu sudjeluje kao novopečeni časnik austrougarske vojske. Nakon raspada Austro-Ugarske Monarhije, Lukić je postao časnik Vojske Kraljevine SHS (Jugoslavije) gdje je uspješno napredovao kroz vojnu hijerarhiju. Na početku Travanjskog rata, Lukić je bio zapovjednik Triglavskog alpskog odreda.
Od osnutka Nezavisne Države Hrvatske u travnju 1941., pa do lipnja, Lukić je bio zapovjednik Osječke divizije. Od srpnja do listopada 1941. postaje zapovjednik Ličke brigade, čiji se stožer nalazio u Bihaću. Također je služio kao obučni časnik 2. talijanskoj armiji, a bio je i generalni inspektor pješaštva.
Od kasne 1941. do travnja 1943. godine bio je zapovjednik 3. domobranskog korpusa, koji je djelovao na većinskom južnom dijelu Nezavisne Države Hrvatske. 1942. otvoreno se protivio tome da hrvatski vojnici odlaze u njemačke jedinice, i držao kako su njemački ekonomski interesi značajni interesima nove hrvatske države. Otišao je u mirovinu 1943. godine. Umirovljen je jer se protivio slanju Hrvata u njemačke legije i istočno bojište.
Osuđen je na desetogodišnji zatvor u komunističkoj Jugoslaviji. Pokopan je na zagrebačkome groblju Mirogoj.
Njegov sin Darko Lukić bio je ugledni pijanist i profesor na Muzičkoj akademiji u Zagrebu.